# Ivan Bertrand
Ivan Georges Bertrand, né le 10 janvier 1893 à Oran en Algérie et mort le 28 septembre 1965 à Paris, est un médecin français.

## Biographie
Ivan Bertrand a été l'élève d'Achille Souques. Médecin, il devient chef du laboratoire d'anatomo-pathologie de la clinique des maladies du système nerveux à la Faculté de médecine de Paris en 1926. Créateur et directeur de l'institut de neurobiologie à l'hôpital de la Salpêtrière, il est également à partir de 1929 directeur du laboratoire de neuro-histologie de l'École pratique des hautes études. Il a également été président de la Société de neurologie.
Pendant la Première Guerre mondiale, Ivan Bertrand est d'abord exempté pour troubles cardiaques, puis mobilisé comme médecin, en 1917, au 289e régiment d'infanterie, passe à l'ambulance 12/5, ensuite au 131e régiment d'infanterie. Il est fait prisonnier puis interné dans un camp de représailles à Francfort-sur-le-Main, de juin à novembre 1918. Il est de nouveau mobilisé durant la Seconde Guerre mondiale.

## Publications
- Travaux pratiques d’anatomie pathologique en quatorze séances de lectures de coupes microscopiques, en collaboration avec Gustave Roussy, préface de Pierre Marie, 1917.
- Anatomie topographique du système nerveux central, en collaboration avec Georges Guillain, 1926.

## Distinctions
- Officier de la Légion d'honneur le 7 juillet 1951[4].